# Edwin van der Sar
Edwin van der Sar, nizozemski nogometaš, * 29. oktober 1970, Voorhout, Nizozemska.
Van der Sar je nekdanji nogometni vratar, ki je svoja zadnja leta igral za Manchester United in se je leta 2011 poslovil od nogometa, svojo zadnjo tekmo je igral proti Barceloni, v finalu lige prvakov.